# Æthelgar
Æthelgar est un prélat anglo-saxon du Xe siècle. Il est évêque de Selsey de 980 à 988, puis archevêque de Cantorbéry jusqu'à sa mort, le 13 février 990.

## Biographie
Æthelgar est moine à l'abbaye de Glastonbury lorsqu'il devient le discipulus de l'évêque de Winchester Æthelwold. Il entre ensuite comme moine à l'abbaye d'Abingdon avant d'être nommé abbé du New Minster de Winchester par Æthelwold en 964,.
Il est sacré évêque de Selsey le 2 mai 980, puis succède à Dunstan comme archevêque de Cantorbéry en novembre ou décembre 988. Il est possible qu'il n'ait pas abandonné ses anciens titres en devenant archevêque. En tant qu'archevêque, il est le destinataire de lettres envoyées par deux abbés flamands : Fulrad de Saint-Vaast et Odbert de Saint-Bertin.
Æthelgar meurt le 13 février 990, n'ayant occupé la plus haute position de l'Église d'Angleterre que pendant « pas plus d'un an et trois mois », comme le rapporte la Chronique anglo-saxonne. Sigéric lui succède comme archevêque.